# Ruska književnost
Rúska knjižévnost (rusko ру́сская литерату́ра) se nanaša na književnost Rusije ali njenih izseljencev in na književnost v ruskem jeziku več neodvisnih narodov, ki so bili nekoč del Rusije ali Sovjetske zveze. Do 19. stoletja je v ruski književnosti nastalo malo del, ki so bila znana in brana v mednarodnem smislu. Do tega časa so seme ruske književne tradicije zasejali pesniki, dramatiki in pisatelji: Deržavin, Fonvizin, Sumarokov, Tredijakovski, Karamzin in Krilov.
Od približno 1830-ih let je ruska književnost doživela presenetljivo zlato dobo, ki se je začela s Puškinovimi deli, in dosegla vrh pri dveh od največjih romanopiscev svetovne književnosti, Levu Tolstoju in Dostojevskem, ter Čehovu. V 20. stoletju so bili med vodilnimi osebnostmi ruske književnosti pesniki: Blok, Jesenin, Ahmatova, Cvetajeva, Mandelštam, Pasternak, Brodski, Majakovski, ter prozni pisci: Gorki, Bunin, Nabokov, Šolohov, Bulgakov, Platonov in Solženicin.

## Začetki staroruske književnosti
Starorusko književnost v glavnem delijo na dve obdobji: kijevsko in moskovsko. Kijevsko obdobje je trajalo od 10. do polovice 13. stoletja in se nanaša na skupne začetke ruske, beloruske in ukrajinske književnosti. V tem času je bil Kijev glavno središče kulturnega življenja skupnih prednikov današnjih Ukrajincev, Belorusov in Rusov ter eno od najpomembnejših verskih in trgovskih središč srednjeveške Evrope. Leta 1240 so nomadski narodi iz Azije, Tatari, prodrli in uničili Kijev, tako da se je kulturno življenje začetkov sodobnih Rusov postopoma preselilo v Moskvo. Kijevska Rusija je prenehala obstajati leta 1242. Moskovsko obdobje je trajalo od druge polovice 13. do 17. stoletja.

### Obdobje Kijevske Rusije
Kijevska Rusija je bila skupna prednica sodobnih Ukrajincev, Belorusov in Rusov, njena književnost predstavlja začetke književnosti vseh treh narodov. Termin »Rusija« in »Rusi« se v tem kontekstu ne nanašajo na sodobne Ruse, ki so to ime prevzeli šele stoletja kasneje. Pismenstvo Kijevske Rusije se je začelo burno razvijati s sprejetjem krščanstva. Leta 988 je kijevski veliki knez Vladimir I. sprejel krščanstvo, ki je postalo uradna religija. Začela se je uporaba cirilice. Knjiga je postala sredstvo pri spoznavanju religije in še posebej pri bogoslužju.
Po sprejetju krščanstva od Bizanca se je Kijevska Rusija v duhovnem oziru podredila njegovemu vplivu, saj so bili prvi cerkveni akoliti in prvi pismouki v Kijevski Rusiji Grki. S pokrščevanjem je nastala potreba, da se verska besedila, mašne knjige, življenjepisi svetnikov in drugi poučni in zanosni spisi prevajajo iz grških izvirnikov. V začetku je tako vso slovstvo obsegalo prevode iz grščine (knjige Svetega pisma, stvarjenja svetih očetov, življenja svetnikov, zborniki modrih izrekov ipd). Z naraščanjem pismenosti se je večalo tudi število razpoložljivih besedil. V Kijevski Rusiji so se tako v relativno kratkem času začele razvijati mnoge zvrsti bizantinske književnosti in znanosti: bogoslužna besedila, življenjepisi, apokrifi, kronike, zgodovinska in naravoslovna besedila in drugo. Prva samostojna dela - nauki in pridige, življenja svetnikov, poslanice, zapisi o potovanjih (k svetim krajem) - so nosila religiozni značaj.
Staroruska književnost obsega več mojstrskih del napisanih v starovzhodnoslovanščini. K vzhodnim Slovanom je v 10. stoletju poleg pismenosti v knjigah iz slovanskega juga prišla tudi stara cerkvena slovanščina. Cerkvenoslovanščino so kot jezik bogoslužja in duhovne književnosti ter zaradi velike sorodnosti v zgradbi kmalu sprejeli kot knjižni jezik. Stara cerkvena slovanščina je bila v Kijevski Rusiji uradni jezik do 12. stoletja.
V Kijevski Rusiji so nastajala tudi izvirna književna dela. Njihov jezik kaže na združitev cerkvenoslovanščine z vzhodnoslovanskimi elementi in se je od dela do dela razlikoval. Bizantinska besedila so bila navdih za prva besedila. Najpomembnejše delo tega obdobja je Beseda o zakonu in blagostanju (Слово о законе и благодати). Napisal ga je tedanji metropolit Kijevski in vse Rusije Ilarion med letoma 1037 in 1043/1050. Dejansko gre za njegov sestavljen slavnostni govor. V njem je hvalnica kijevskemu velikemu knezu Vladimirju I. Ta nežen in mil slavnostni govor izvrstno ustreza smernicam bizantinskega govorništva. Stoletje kasneje je nastala še ena hvalnica Vladimirju I., ki ga je napisal menih Jakov.
V 11. stoletju se je pojavila zgodba skupine neimenovanih avtorjev, ki govori o prvih ruskih svetnikih Borisu in Glebu. Kronika Zgodovina minulih let (Повѣсть времяньныхъ лѣтъ, Пóвесть временны́х лет, 1113), ki jo pripisujejo menihu Nestorju, podaja pregled zgodovine vzhodnih Slovanov (Rusov, Belorusov in Ukrajincev) do leta 1110. Tu sta deli neimenovanih avtorjev: epska Pesem o pohodu Igorjevem (Слово о плъку Игоревѣ, Слово о полку Игореве) iz leta 1185 in Molitev Danila Zatočnika (Моление Даниила Заточника). Prvo delo temelji na neuspešnem vpadu ruskih knezov na kumansko ozemlje, ki ga je vodil knez Novgorod-Severskega Igor Svjatoslavič. Zelo izumetričeno delo, polno osupljivih, nenavadnih podob izstopa od drugih del tedanje književnosti, tako da so mnogi dvomili v njegovo pristnost. Drugi menijo, da ga slovnica in besedišče odlikujeta kot izvirno delo. Zgodbo je Borodin prelil v opero Knez Igor. Življenja svetnikov so predstavljala priljubljen žanr staroruske književnosti. Dober zgled za to je Življenje Aleksandra Nevskega (Житие Александра Невского). Med pomembna dela staroruske književnosti spadajo tudi: Zadonščina (Задонщина), Fiziolog (Физиолог), Kijevski sinopsis (Киевский синопсис) in Potovanje za tremi morji (Хожение за три моря).

### Obdobje Moskovske velike kneževine
Leta 1240 je tatarska vojska zasedla Kijev in končalo se je eno od velikih kulturnih obdobij. Večji del nekdanje Kijevske Rusije je bil naslednjih 200 let pod tatarsko zasedbo in zaradi tega je književnost nazadovala. Vpliv Kijeva se je manjšal, vendar je hkrati naraščal vpliv novega kulturnega središča. V letu 1246 je nastala prva ruska država, Moskovska velika kneževina, v kateri se je tudi prvič pojavila ruščina kot samostojen jezik. Leta 1547 je tedanji veliki knez Moskovski in vse Rusije Ivan Grozni postal prvi ruski car, do tega časa so pregnali vse Tatare in nastalo je Rusko carstvo. Moskva se je ojačala in razširila svojo oblast vse do Urala. Leta 1453 se je Moskva odvojila od Bizantinskega cesarstva, svojega glavnega kulturnega vira. Vzrok temu je bila Osmanska osvojitev Konstantinopla, glavnega središča Bizanca in pravoslavne cerkve. Osmani so Bizanc ločile od preostanka sveta in tako osamile Rusijo. V tem smislu je Rusija zamudila renesanso in je bila vse do 18. stoletja osamljena od kulturnega razvoja na zahodu.
V ruski književnosti so se pojavljala svetovna in verska dela, večinoma pa so prikazovala željo moskovskih vladarjev po moči. Zgodbe in pesmi kot je na primer Zadonščina (1390) so slavile zmago Rusov nad Tatari. Druga dela so upravičevala željo Rusije po vodstvu nad pravoslavno cerkvijo in trditve, da se je prestolnica cerkve preselila iz Rima (Rimski imperij) v Konstantinopel (Bizantinsko cesarstvo) in nazadnje v Moskvo (Ruski imperij). Veliko obstoječih del so zbrali in razvrstili, kar je pokazalo željo oblasti da sistematizira versko, kulturno in politično življenje. Ena od najbolj zanimivih zbirk takšnih pravil je Hišni red  (Домострой), ki poleg pravil za vsakodnevno vzdrževanje hiše podaja tudi moralna pravila. Hišni red ni pravo književno delo, vendar daje dober vpogled v ideologijo in vsakdanje življenje Rusije v 16. stoletju. Delo pripisujejo protopopu Silvestru, duhovniku Ivana Groznega.
Biline (былины), epske in herojske ljudske pesmi, so združevale krščansko in pogansko tradicijo. Srednjeveška ruska književnost je imela močan religijski značaj in je uporabljala prilagojeno obliko cerkvenoslovanščine z mnogimi južnoslovanskimi elementi.

## 17. stoletje
Moskovsko obdobje je obeležilo niz političnih škandalov, ki so se začeli v 17. stoletju. V književnosti je to zaznamovalo konec staroruske književnosti. Večino del je nadzorovala cerkev ali carska oblast, književnost pa je začela pridobivati zahodni vpliv. To je povzročilo rusko širjenje na zahod, boj z drugimi narodi in kasneje očaranost carja Petra Velikega nad evropsko kulturo. Začele se izhajati prve tiskane knjige, čeprav jih ni bilo veliko. Večina je vsebovala religijsko tematiko. Prevodi pustolovskih zgodb, večinoma iz poljščine, so v Rusijo prinesli nereligijsko zahodno književnost. Glavne vrste del (življenjepisi svetnikov in zgodovinske kronike) so bile še naprej prisotne, imele pa so veliko več nereligijskega značaja. Prvo delo v pogovorni ruščini, avtobiografija protopopa Avakuma Življenje (Житие), se je pojavilo šele v sredini 17. stoletja. V tem delu je Avakum prikazan kot oseba, ki brani tradicijo pred prihodom novih sprememb.
Prvič v zgodovini so Rusi začeli pisati pesmi po zahodnem vzoru. Leta 1678 in 1679 so nastale prve drame, ki jih je napisal Polocki. Na domišljijska dela so vplivale zahodne pustolovske zgodbe (na primer de Cervantesov Don Kihot). To sta predvsem deli Povest o Savi Grudcinu (Повесть о Савве Грудцыне, 1660) in Povest o Frolu Skobejevu (Повесть о Фроле Скобееве, konec 17. stoletja). Prvo je moralistična povest, druga pa je napisana za zadovoljstvo bralcev.

## 18. stoletje in petrinsko obdobje
Sodobna ruska književnost je nastala, ko so ruski pisci razvili značilen, ruski slog pisanja. V 18. stoletju je ruščina dokončno zamenjala staro cerkveno slovanščino. Vladarji kot sta bila Peter Veliki in Katarina Velika so zelo pomagali piscem in s tem doprinesli k razvoju književnosti.
Peter Veliki je začel proces evropeizacije ruskega višjega stanu in ga seznanil z zahodnimi zamislimi. Proces so nadaljevali njegovi nasledniki po njegovi smrti. S širjenjem zahodnih zamisli po Rusiji je naraščala tudi želja po književnosti. Tudi Katarina Velika je bila sama književnica in je svoj dvor spremenila v književno središče. Proces je sovpadal s prenovo ruske abecede in povečano strpnostjo zamisli rabe priljubljenega jezika za splošne književne namene. Rusom so bili največji vzor Francozi, sčasoma pa so sami našli navdih. 18. stoletje ni bilo posebej plodno, postavilo pa je temelje za kasnejšo književnost, ki je Rusiji in svetu pokazala veliko raznolikost dogodkov, likov in misli.
Najpomembnejša intelektualna osebnost 18. stoletja v Rusiji je bil Lomonosov. Izhajal je iz kmečke družine in je postal eden od najpomembnejših ruskih piscev in znanstvenikov. Poskušal je pojasniti odnose med staro cerkveno slovanščino in tedanjo ruščino. Predlagal je ustvarjanje treh slogov: visokega, srednjega in nizkega. Vsak od njih se bi rabil za različni žanr. Poleg Lomonosova sta pripravljala pot za velika dela tudi Kantemir in Tredijakovski. Najpomembnejši pesnik tega časa je bil Deržavin, ki je v svoja dela vključeval elemente pesništva in pripovedništva. Pomembna dramatika sta bila Sumarokov in Fonvizin. Fonvizinovi komični drami Brigadir (Бригадир, 1768-69) in Miljenček (Недоросль, 1782) zbadljivo prikazujeta življenje višjih slojev.
Izvirno pripovedništvo se je razvijalo počasneje kot pesništvo in dramatika, in je v glavnem posnemalo pustolovske in ljubezenske zgodbe z zahoda. Najbolj zanimivo nedomišljijsko delo tega časa je delo Radiščeva Potovanje iz Peterburga v Moskvo (Путешествие из Петербурга в Москву, 1790). Delo je kritika ruske družbe in kritizira zemljiške posestnike zaradi mučenja kmetov, ki obdelujejo lastno zemljo. Še posebej je kritiziral tlačanstvo in omejevanje osebne svobode, ki ga je vsiljevalo samodrštvo. Opis Radiščeva družbenoekonomskega položaja v Rusiji mu je prinesel sedemletni izgon v Sibirijo do leta 1797. Karamzin je osnoval ruski pripovedniški slog v svojem delu v 12-ih delih Zgodovina ruske države (Истории государства Российского, 1816-24). Prenovil je tudi ruski knjižni jezik. Njegova sentimentalna povest Bedna Liza (Бедная Лиза, 1792) je v veliki meri oblikovana po francoski književnosti, ruski književnosti pa je predstavljala psihološki motiv.
- Lomonosov, najpomembnejši ruski intelektualec 18. stoletja
- Kantemir
- Tredijakovski
- Sumarokov
- Deržavin, Borovikovski, olje na platnu, 1811, Puškinov muzej, Moskva
- Fonvizin
- Radiščev
- Karamzin, utemeljitelj sodobnega ruskega pripovedniškega sloga, Tropinin, olje na platnu, 1818, Državna Tretjakovska galerija, Moskva
- Krilov

## 19. stoletje in zlata doba
19. stoletje v splošnem velja za »zlato dobo« ruske književnosti, ki je verjetno najbolj znana na zahodu. Z romantiko so posebej zacveteli pesniški talenti in književni velikani: Žukovski, Puškin, Lermontov in Tjutčev.
V razvoju književnosti tega časa so pomembni basnopisec Krilov, nedomišljijski pisatelji kot sta Belinski in Gercen, dramatika Gribojedov in Ostrovski, pesniki: Baratinski, Batjuškov, Nekrasov, Aleksej Konstantinovič Tolstoj, Fet, satiriki pod izmišljenim skupnim imenom Prutkov in skupina cenjenih romanopiscev: Gogolj, Lev Tolstoj, Dostojevski, Leskov, Turgenjev, Saltikov-Ščedrin, Pisemski in Gončarov.

### Pesništvo
Puškinov vpliv je bil velik. S svojim delom je izkristaliziral ruski knjižni jezik in v rusko književnost uvedel novo raven umetniškega čuta. Dobro je poznal zahodna književna gibanja. Vzgojen je bil kot klasicist s strogimi književnimi normami, kasneje pa je prevzel romantiko, smer, ki je poudarjala posameznikovo ustvarjalnost in domišljijo. Čeprav je umrl zelo mlad v dvoboju, je za seboj pustil vsaj en primer od današnjih najbolj priljubljenih žanrov: lirsko in pripovedno pesništvo, roman, kratka zgodba, esej, drama in celo pisma. Njegovo najbolj znano delo je roman v stihih Jevgenij Onjegin (Евгений Онегин) iz leta 1833. Roman ima zelo preprost zaplet: govori o neuresničeni ljubezni med neizkušeno podeželanko Tatjano (Tanjo) in utrujenim pokvarjencem Onjeginom. Pripovedovalec v delo dodaja posmehljive razlage, ne le njune ljubezni, ampak tudi ruske družbe, pesništva, lastnega življenja in smisla življenja. Roman sestavljajo štirinajsterci, kar daje zgradbo in red delu, polnem digresij. Za večji del Rusov je njegov genij ležal v njegovem pesništvu. Njegove pesmi se še danes nahajajo na vrhovih ruske književnosti.
Med Puškinove predhodnike spada tudi Žukovski, eden prvih ruskih romantikov, ki je pisal in prevajal pesniška dela. Mnogo Puškinovih sodobnikov je bilo pesnikov, le Baratinski, ki je pisal filozofska obarvana pesniška dela, je bil Puškinov tekmec. Za zadnjega pesnika zlate dobe velja Lermontov, ki je umrl leta 1841. Njegovi junaki in kraji dogajanja predstavljajo vrhunec ruske romantike. Njegova najbolj znana dolga pesem Demon (Демон, 1829 - 1839) govori o padlem angelu, ki se zaljubi v neko gruzijsko princezo. Celotno dogajanje je postavljeno na gorovje Kavkaz.
Pesniki, ki so ustvarjali po zlati dobi, so delovali v senci romanopiscev, ki so že v 1830-ih začeli ustvarjati izvrstna dela. Tjutčev je tudi pisal filozofska in ljubezenska pesniška dela. Fet je pisal spevno ljubezensko in filozofsko liriko. Oba veljata za čista pesnika, pojavljali pa so se tudi »meščanski« pesniki, ki so prek pesništva podajali tedanje politične in družbene zamisli. Najbolj znan v tej smeri je bil Nekrasov, ki je poleg pesniškega opravljal tudi vplivna založniška in uredniška dela. Mnogo njegovih pesmi govori o življenju kmetov in izraža sočutje do preprostih ljudi.

### Pripovedništvo
V 30. letih 19. stoletja so ruski pisci začeli ustvarjati nekatera od najlepših pripovednih del v zgodovini književnosti. Sam Puškin je začel s to usmeritvijo po letu 1830, ko se je vse bolj približeval pripovedništvu in se oddaljeval od pesništva. Pet njegovih povesti iz zbirke Povesti pokojnega Ivana Petroviča Belkina (Повести покойного Ивана Петровича Белкина, 1830) in zgodba Pikova dama (Пиковая дама, 1834) so parodije na tedanje rusko pripovedništvo in modeli pripovedi. Edini Puškinov pripovedni roman Kapitanova hči (Капитанская дочка, 1836), ki se dogaja za časa kmečkega upora leta 1773, je tipični primer ekonomskega in energetičnega pripovedniškega sloga. V tem obdobju je pisal prozo tudi Lermontov. Njegov roman Junak našega časa (Герой нашего времени, 1837-40) je sestavljen iz pet medseboj povezanih zgodb, ki skupaj dajo dober psihološki prikaz glavnega lika Pečorina. Pečorin je tipičen ruski romantični junak v vojaški obleki, katerega prava čustva se skrivajo izza njegove hladne in snobovske zunanjosti.
Gogolj je bil najizvirnejši predstavnik ruskega pripovedništva 19. stoletja. Njegove zgodnje kratke zgodbe, zbrane v zbirko Večeri na pristavi blizu Dikanke (Вечера на хуторе близ Диканьки, 1831-32), so šaljive zgodbe, ki dobro prikazujejo življenje v njegovi rojstni Ukrajini. Njegove mračne in groteskne šaljive zgodbe iz druge zbirke Mirgorod (Миргород, 1835) prikazujejo svet, zasnovan na absurdu. Te in druge zgodbe, kot je na primer Nos (Нос, 1835), so podobne delom iz nadrealistične književnosti 20. stoletja. Gogolj je močno izrazil svoj pogled na razčlovečenje ljudskih bitij v svoji, morda najbolj znani, kratki zgodbi Plašč (Шинель, 1842). Osrednji lik zgodbe Akakij Akakijevič Bašmačkin je siromašni uradnik, katerega edina sreča v življenju je kopiranje službenih dokumentov, edina povezava, ki jo uresniči, pa je tista s svojim novim plaščem. Gogoljevo najbolj znano pripovedno delo, roman Mrtve duše (Мёртвые души, 1842) zbada ne le podkupljivost podeželske Rusije, ampak tudi splošno človeško izprijenost.
Turgenjev je pospešil razvoj kratke zgodbe in romana ter postal prvi ruski pisec, ki je dobil privržence izven Rusije. Svojo slavo je pridobil z zbirko novel Lovčevi zapiski (Записки охотника, 1852), ki jo sestavlja niz zgodb o podeželskem življenju in daje portrete kmetov in zemljiški posestnikov. Zaradi svojega sočutnega slikanja kmetov je knjiga zelo pripomogla pri odpravljanju tlačanstva.
Njegova trajna slava počiva z nizom romanov napisanih v 50-ih in 60-ih. Njegova dela so bolj evropska kot filozofska in psihološka dela njegovih sodobnikov Leva Tolstoja in Dostojevskega. Njegovi romani so dogajajo v relativno kratki časovni dobi, romani imajo malo likov in so preprosti. Liki romanov Turgenjeva izhajajo iz stvarnega ruskega življenja, dogajanje pa jim sledi. Redko vstopi v psihološko analizo, njegovi liki se v celoti razkrijejo najpogosteje med kakšno ljubezensko afero. Njegov roman Rudin (Рудин, 1856) prikazuje ničevost liberalnega intelektualca, ki se boji ljubiti idealno mlado žensko. Mojstrovina Turgenjeva, roman Očetje in sinovi (Отцы и дети, 1862) pripoveduje o nasprotujoče junaku Bazarovu. Kot mladi radikal iz 60-ih ima Bazarov neomajane zamisli, ki jih povzročata ljubezen in življenje, in tako umre mlad in sam.
Štirje pisatelji, ki niso tako znani zunaj Rusije kot njihovi sodobniki, so tudi pomembno prispevali k razvoju ruskega pripovedništva. Gončarov je najbolj znan po svojem romanu Oblomov (Обломов, 1859). Glavni lik Ilja Oblomov je čustvena osebnost, ki si želi le živeti mirno in zadovoljivo življenje, idilično bivanje z veliko spomini iz otroštva, na posestvu svoje družine. Da bi zadržal to idilično stanje, se izogiba vsakršnemu stiku z zunanjim svetom. Njegov prijatelj Stolz in njegova edina ljubezen Olga ga uspeta enkrat vzpodbuditi. Ko uvidi, da njegovi idili preti zunanji svet, se umakne v svoj dom in umre kot mladenič.
Saltikov-Ščedrin velja za drugega najuspešnejšega ruskega satirika po Gogolju. Po smrti Nekrasova je bil nekaj časa urednik ruske revije Sovremennik (Современникъ). Čeprav so njegova dela bližje novinarstvu kot književnosti, je njegov roman Gospodje Golovljovi (Господа Головлёвы, 1875-80, 1883) ostal močna družinska kronika. To delo povsem preobrne družinsko idilo, ki sta jo proslavila Gončarov in Turgenjev. Člani družine Golovjov uničujejo sami sebe skozi pohlep, neumnost in alkoholizem.
Tudi zgodbe in romani Pisemskega se ukvarjajo z ruskim podeželskim življenjem, in ga prikazujejo na podoben način kot Saltikov-Ščedrin. Ambiciozni junak romana Tisoč duš (Тысяча душ, 1858) uspe uresničiti svoj cilj, vendar mora zaradi tega žrtvovati svojo ljubezen in veliko svojih načel.
Leskov je najbolj znan kot pripovednik, pisal pa je tudi satire. V svojih delih je prikazoval vse sloje ruske družbe in vse strani ruskega ljudstva. Najboljša dela Leskova predstavljajo bralcu posamezne pripovedovalce, ki govorijo z lastnim, najpogosteje zelo stiliziranim jezikom.
Lev Tolstoj in Dostojevski sta bila pomembni osebnosti romanopisja in sta postala svetovno znana tudi do te mere, da so strokovnjaki enega ali drugega označili kot največjega romanopisca sploh. Lev Tolstoj kot tudi Dostojevski ni bil le romanopisec, ampak tudi velik socialni in politični mislec in velik moralist. V svojih delih kot tudi v svojem življenju je poskušal najti smisel obstoja. Njegovo prvo delo, povest Detinstvo (Детство) (1852), vsebuje vsaj dve odliki njegovih domišljijskih del: psihološko analizo likov in moralno oceno njihovega obnašanja. V tej smeri je nadaljeval v delih kot sta: Sevastopolske povesti (Севастопольские рассказы) (1855-56) in Kozaki (Казаки, 1863.
Tolstojev roman Vojna in mir (Война и мир, 1864-69) je družinski in zgodovinski roman, oba dela pa se povezujeta z iskanjem smisla. Roman je velik v vsakem pogledu. Dogaja se v razdobju 15 let, prizorišča pa segajo od delovnih sob v Moskvi in Sankt Peterburgu do posestev in bojišč po vsej Rusiji. V romanu je več kot 500 likov, od katerih je nekaj zgodovinskih, nekaj pa izmišljenih. Oba tipa sta razdelana zelo skrbno. Dva glavna junaka dela sta skeptični in navdušeni intelektualec Andrej Bolkonski in Pierre Bezuhov. Andrej in Pierre skozi roman iščeta smisel svojih življenj med neredom napoleonskih vojn. Istočasno Tolstoj išče pojasnitev za proces same zgodovine. Pomen lastnega obstoja in zgodovinskih procesov je poskušal pojasniti prek svoje junakinje Nataše Rostove.
Drugi Tolstojev roman Ana Karenina (Анна Каренина, 1873-77) velja za enega od najboljših realističnih romanov. V romanu Tolstoj analizira zakon in družino. Ana Karenina, žena iz visokega sloja ruske družbe, se zaplete v ljubezensko razmerje z mladim častnikom. Uničena zaradi občutka krivde, ker je zapustila družino, se na koncu vrže pod vlak in umre. Kot nasprotje njeni smrti so pojavi zakon med Konstantinom Levinom in Kiti Ščerbatsko. Čeprav njun zakon ni čisto v redu, in sam Levin dvomi v smisel življenja, se roman konča relativno srečno.
Ta dva romana popolnoma prikazujeta Tolstojevo genialnost. Liki njegovih romanov so opisani zelo podrobno. Na vrhuncu ustvarjalnosti se je Tolstoj oddaljil od književnosti. Po duševni krizi v 1870-ih je sestavil doktrino, za katero je mislil da je srž krščanstva - učenje vsestranske ljubezni in miru. Te zamisli je podal prek svojih nedomišljijskih del. V tem obdobju je napisal tudi kratka domišljijska dela kot je na primer Smrt Ivana Iljiča (Смерть Ивана Ильича, 1884-86). Napisal je še en mračen roman Vstajenje (Воскресение, 1889-99), ki je označil konec njegove poti v romanopisju.
Tolstojeva dela prikazujejo svet, ki je na videz urejen in normalen. Svet Dostojevskega pa je neurejen in prikazuje skrajnosti ljudskega obnašanja.
Zgodnja dela Dostojevskega dajo dobre zglede psiholoških študij. Pravo globino in moč so njegova dela dobila okoli leta 1860, ko se je vrnil iz Sibirije po desetih letih zapora. Njegova dela analizirajo politične in družbene probleme tega časa in raziskujejo večna filozofska in moralna vprašanja. Njegovo delo Zapiski iz podtalja (Записки из подполья, 1864) je v celoti filozofsko delo, ki raziskuje vprašanja kot je svobodna volja. Njegov roman Zločin in kazen (Преступление и наказание, 1866) pripoveduje o mladem študentu Razkolnikovu, ki skuša svojo svobodo tako, da stori umor. Njegova intelektualna opravičila pri odvračanju lastnega občutka očitanja vesti ne pomagajo. Po močnemu čustvenemu in duševnemu trpljenju se pomiri z usodo in prizna zločin, ki ga mora odslužiti v izgnantsvu v Sibiriji.
Njegov roman Idiot (Идиот, 1868-69) se ukvarja s princem Miškinom, ki je oblikovan po Jezusu, in katerega dobrota in nedolžnost prinašata le težave. Miškin se znajde v svetu, kjer vladajo sovraštvo, pohlep in ljubosumnost. Tudi sam se zaplete v ljubezensko razmerje, ki se konča z umorom ene od glavnih junakinj in njegovim lastnim duševnim propadom. Njegovo delo Besi (Бесы) (1871-72) s temnim humorjem kritizira liberalce in radikalce, ki želijo zgraditi brezbožni svet brez kakršnihkoli moralnih načel. To je njegovo najbolj politično delo. Istočasno prek svojega glavnega lika, skrivnostnega Nikolaja Stavrogina, roman preučuje meje ljudskega obnašanja in dramatizira ljudsko zmožnost za dobro in zlo. Stavrogin je najbolj premišljen lik Dostojevskega, vendar ga njegova volja vodi le k nedelavnosti in nazadnje stori samomor.
Svojemu romanu Mladenič (Подросток, 1875) je Dostojevski v začetku hotel dati naslov Roman o kaosu. Roman je pisan v prvi osebi in velja za najmanj celovito delo Dostojevskega, kar pa sicer ne zmanjšuje njegove vrednosti. Njegov zadnji in najdaljši roman Bratje Karamazovi (Братья Карамазовы, 1879-80) povzema in širi probleme, s katerimi se je ukvarjal v svojih prejšnjih delih. Umor ciničnega in pohlepnega Fjodorja Karamazova vplete vse tri njegove sinove, vendar na različne načine. Vsak od sinov zahteva pravico glede na svoj značaj. Čustveni Dimitrij zahteva svoj del dediščine. Aljoša ne zmore imeti rad svojega očeta, njegovo usodo pretrese smrt njegovega duhovnega očeta Zosima. Bratje se do konca romana spravijo in sprejmejo lastno odgovornost za krivico v svetu.
Čehov je proti koncu 19. stoletja v kratko zgodbo uvedel revolucijo. Začel je kot pisec šaljivih zgodb in napisal več zgodb za revije in časopise. Sčasoma je vse resneje dojemal svoj dar. Razvil je izrazito objektiven slog, ki zelo dobro prikazuje življenje likov del, končno sodbo o liku pa prepusti bralcu. Tema njegovih zgodb je običajno vsakdanje življenje, obnovljeno v urejenem, vendar pesniškem pripovedništvu. Tipična zgodba Čehova ima malo zunanjega dogajanja. Učinek zgodbe se najpogosteje nahaja v dogajanjih enega lika. Glavni lik ene od njegovih najboljših zgodb Dama s psičkom (Дама с собачкой, 1899) doume, da ženska, s katero ima kratko razmerje, dejansko postane ljubezen njegovega življenja. Kratke zgodbe Čehova predstavljajo tudi pregled ruskega življenja ob koncu 19. stoletja. Dela Čehova označujejo kot impresionistični realizem.

### Dramatika
Pred 19. stoletjem je drama v Rusiji pritegnila malo pozornosti. Do konca tega stoletja so nastale nekatere drame, ki spadajo v sam vrh dramske književnosti.
Na začetku stoletja sta Gribojedov in Gogolj močno obeležila dramsko književnost. Gribojedov je skozi svoje drame zelo kritiziral moskovsko družbo. Gogoljevo dramsko mojstrsko delo Revizor (Ревизор, 1836) uporablja dobro znano zvijačo zamenjave istovetnosti, da bi ustvarilo odlično satirično dramo. Dogajanje poteka okrog Hlestakova, mladega nekoristnega uradnika, ki po potovanju skozi podeželje pride v mesto, kjer ga zamenjajo z državnim revizorjem. Hlestakov sprejme vse podkupnine in darila, ki mu jih nudijo meščani, in zbeži nazaj v Sankt Petrburg. Meščani šele tedaj uvidijo, da je bil slepar in da je pravi revizor šele prišel. Tudi Puškin in Lermontov sta v 30-ih napisala nekaj pomembnih dram. Puškinovo tragično dramo Boris Godunov (Борис Годунов, 1825) danes redko uprizarjajo, vendar je ovekovečena prek istoimenske opere Musorgskega. Tudi drugo Puškinovo dramo Mozart in Salieri (Моцарт и Сальери, 1830) ne uprizarjajo veliko, bolj znani pa sta istoimenska opera Rimski-Korzakova (1897) in Formanov film Amadeus iz leta 1984. Najpomembnejša drama Lermontova je Maškarada (Маскарад, 1835), ki govori o ljubezni in uboju.
Ostrovski je najpomembnejši ruski dramatik iz sredine stoletja. Njegova najpomembnejša drama Nevihta (Гроза, 1859) pripoveduje o življenju ženske in njenega ljubimca. Drugi pisci, ki so pisali dramska dela, so bili: Turgenjev, Pisemski in Tolstoj. Drama Turgenjeva Mesec na vasi (Месяц в деревне, 1850) je pomembna, ker se je bolj osredotočila na like kot na dogajanje. Njegove drame veljajo za predhodnico dram Čehova. Najpomembnejša drama Pisemskega Grenka usoda (Горькая судьбина, 1859) govori o tragičnem ljubezenskem razmerju med zemljiškim posestnikom in poročeno kmetico, ter prikazuje temno stran ruskih kmetov. Drama mu je prinesla Nagrado Uvarova Ruske akademije. Tolstojeva mračna drama Oblast teme (Власть тьмы, 1888) prikazuje brutalnost življenja na vasi.
Čehov je proti koncu stoletja v dramo in tudi v kratko zgodbo vnesel precejšnje spremembe. Kakor kratke zgodbe se njegove drame razlikujejo od tradicionalnih zamisli in pravil. Vsebujejo občutek sprememb v vsakdanjem življenju in nenačrtovan pogovor ter malo dramatičnih prizorov. Čeprav se njegova drama Galeb (Чайка, 1896) konča s samomorom ene od glavnih junakinj, ki se dogaja izven prizora, tako da brezbrižno klepetanje likov zmanjšuje njegovo dramsko vrednost. Njegovo delo Striček Vanja (Дядя Ваня, 1899) prikazuje nesmiselnost in praznost podeželskega življenja. Tudi delo Tri sestre (Три сестры, 1901) prikazuje žalostno in tragično temo, ki je prikrita s komičnimi absurdnostmi. Njegova zadnja drama Češnjev vrt (Вишнëвый сад, 1904) je napisana tako, da ne dopušča bralcu predolgo prevzetost z enim občutkom. Čeprav lahko drame Čehova predstavimo z enim stavkom, se ukvarjajo z izgubljenimi iluzijami in lahko povzročajo različne občutke.

### Naturalizem
Ruski naturalizem 19. stoletja se je včasih enačil z realizmom. Poteze naturalizma se razkrivajo v romanih Mamin-Sibirjaka in delih Boborikina. Leta 1884 se je pojavil Mamin-Sibirjakov roman Gorsko gnezdo (Горное гнездо), sicer v slogu realizma, s katerim si je avtor usvaril ugled pomembnega pisatelja. V svojih romanih in kratkih zgodbah je prikazoval življenje na Uralu in Sibiriji v letih po prenovah, kapitalizacijo Rusije in z njo povezan prelom družbene zavesti, norm pravice in morale. Boborikinovo najbolj znano delo je roman Vasilij Tjorkin (Василий Тёркин, 1892). Kasneje je naturalistične romane in kratke zgodbe pisal Arcibašev, ki je postal vodilni književnik te smeri. Njegov roman Sanin (Санин, 1907) ima resnično izvirno formo in vsebino. Ob izidu je povzročil škandalozno razvpitost in polemike. Povsod je izvabljal bučne razprave in sodne procese z obsodbam da gre za pornografijo.
Tudi dela Pisemskega kažejo naturalistične značilnosti. Najbolj znan je njegov roman Tisoč duš (Тысяча душ, 1858). Družininova prvenka, povest Polinka Saks (Полинька Сакс, 1847), ki spominja na naturalistično delo, in je napisana v duhu Sandove, je vzbudila pozornost bralstva in kritike. Pri opisovanju ženske ljubezni se je izkazal kot predhodnik Turgenjeva.

## Srebrna doba
V 80. letih 19. stoletja se je značaj književnosti začel spreminjati. Prejšnjih 40 let je v književnosti prevladoval socialni realizem. Ta naj bi predstavljal objektivni opis življenja, ki se je kazal v glavnem v obliki romana. Pisatelji so se začeli upirati vrednostim in domnevam realizma. Obdobje velikih romanopiscev se je zaključilo - Dostojevski in Pisemski sta umrla leta 1881, Turgenjev leta 1883, Tolstoj pa se je po duševni krizi oddaljil od romanopisja. Čeprav so pisatelji nadaljevali s pisanjem romanov, sta bila glavna književna žanra tedanje ruske književnosti kratka domišljijska zgodba in pesništvo, kar je postalo znano kot srebrna doba. Pojavile so se nove pripovedne oblike, v katerih so nova gibanja, kot sta impresionizem in simbolizem, počasi zamenjala socialni realizem prejšnjega obdobja. Pesništvo je doživelo največje spremembe. Prišla je nova generacija pesnikov, ki so svoj navdih dobili v zahodnih književnih gibanjih, še posebej v obnovitvi romantike, simbolizmu. Tudi druga umetniška področja so pridobila iz stika s tujimi kulturnimi gibanji. Cveteli so glasba, balet, gledališče in slikarstvo, velikokrat v zelo tesni skupni povezavi in s književnostjo. Rusko intelektualno in kulturno življenje je postalo zelo živo, velikokrat eksperimentalno in veliko bolj svetovljansko. Ruska kultura, še posebej glasba in balet, sta v Evropi postala zelo cenjena. Čehov je v tem obdobju postal morda vodeči dramatik v svetovnem smislu.

### Predsimbolizem
Glavna predstavnika predsimbolizma, ki ga odlikujejo tudi značilnosti impresionizma, sta bila Minski in Annenski. Minski je bil naklonjen revoluciji in socialni demokraciji. Bil je urednik boljševističnega časopisa Novaja žizn. Annenski je najbolj znan kot kritik, pesnik in prevajalec. V ruščini mu je uspelo prikazati bistvene intonacije Baudelairea in Verlainea, nežno blagoglasje, zlovešče aluzije, prikrito besedišče, sestava besed, ki se po barvi in glasu iz minute v minuto hitro spreminja, pa je bilo njegovo lastno delo. Bistveno je vplival na prvo generacijo posimbolizma (Ahmatova, Gumiljov, Mandelštam). Gumiljov je imel Annenskega za prvega resničnega akmeista.

### Simbolizem
Simbolizem je prevladoval v ruski književnosti med letoma 1893 in 1914. Čeprav je bilo to obsežno gibanje z mnogimi različicami, so imele različne veje nekaj skupnih temeljnih vodil. Simbolizem je deloval proti realizmu predhodnega obdobja in trdil da umetnost ni posnemanje stvarnega sveta, ampak je v svoji naravi simbolična. Simbolisti so namesto družbi v splošnem dajali največjo vrednost posamezniku, in tako se njihova umetnost ni preveč ukvarjala z družbenimi problemi. Kot romantiki v zgodnjem 19. stoletju (h katerim so se velikokrat obrnili po navdih) so simbolisti težili k obnavljanju religijske čustvenosti v umetnosti. Na umetnost v splošnem in še posebej na pesništvo so gledali kot na sredstvi razkritja pravega bistva življenja.
Brjusov je ruski javnosti predstavil simbolizem in prek svojih esejev in pesništva pomagal osvojiti občinstvo. Beli je poskušal razviti razumljivo teorijo simbolizma, ne le kot književno silo ampak tudi kot duhovno gibanje. Njegovo pesništvo kaže na to duhovno prizadevanje in drzne eksperimente z ritmom in zvokom. V svojem pesništvu in esejih je Vjačeslav Ivanov, najbolj izobražen od simbolističnih pesnikov, gledal na pesnika kot človeka ki ustvarja mite, se poskuša dotakniti božanskosti in doseči kozmično ubranost. Med najbolj nadarjenimi pesniki te sijajne generacije je bil Blok. Njegovo ritmično in lirično pesništvo združuje zgolj osebno z občim in veže elemente vsakdanjega z mitološkimi motivi. Njegovo največje delo, pesnitev Dvanajst (Двенадцать, 1918) prikazuje vzdušje v Petrogradu pozimi 1918, skozi katerega gredo vojaške enote po ruski revoluciji leta 1917.
Simbolizem ni bilo izključno pesniško gibanje. Merežkovski, pesnik, književni kritik in religijski filozof, je napisal vrsto pomembnih zgodovinskih romanov v simbolističnem slogu. Tudi Brjusov je napisal slogovno dovršene kratke zgodbe in zgodovinski roman. Sologub, sicer simbolistični pesnik, je napisal tudi odličen roman Drobni zli duh (Мелкий бес, 1905). To je skoraj klinična študija paranoje podeželskega učitelja. Najbolj domiseln in cenjen simbolistični roman je Belijev roman Peterburg (Петербург, 1913-22), ki na moreč, vendar zelo satiričen način opisuje Sankt Peterburg v času političnih in družbenih nemirov. Hkrati gre za politično grozljivko, družinsko dramo, premišljevanje o usodi Rusije in filozofijo zgodovine.

### Akmeizem
V letih 1909 in 1910 se je začela delna prenova simbolizma. Nazadnje se je razvila v neodvisno gibanje, znano kot akmeizem, ki sta ga v začetku vodila pesnika Kuzmin in Gumiljov. Akmeisti so trdili da je bistvo pesništva lepota in jasnost in ne misticizem ali nejasnost. Čeprav akmeizem kot organizirano gibanje ni dolgo trajal, sta v njem dozorela dva od največjih pesnikov 20. stoletja: Ahmatova in Mandelštam. Pesništvo in pesnitve Ahmatove, kot na primer Rekviem (Реквием, 1935-36) in Pesnitev brez junaka (Поэма без героя, 1940-65), z globokim čustvom prikazujejo njeno lastno tragično usodo skozi rusko zgodovino. Mandelštam je pisal bogato in jedrnato pesništvo, ki je izkazovalo vrednosti človeške kulture in moralno moč posameznika kot odgovor na tedanje težke čase. Njegovo življenje se je leta 1938 zaradi odvzema prostosti in smrti v zaporniškem taborišču končalo prezgodaj. Med pomembne akmeiste spada tudi Zenkevič. Poleg Ahmatove, Gippiusa, Kuzmina, Lozinskega, Mandelštama, Mati Marije, Narbuta, Pjasta, Alekseja Konstantinoviča Tolstoja in drugih je bil leta 1911 med soustanovitelji Ceha pesnikov v Sankt Peterburgu.

### SkupinaZnanie
Skupina piscev, ki ni bila povezana z modernističnimi gibanji srebrne dobe, ampak je bolj ali manj nadaljevala z delom v tradiciji realizma 19. stoletja, je nastala okrog založniške hiše Znanie. Kuprinove barvite kratke zgodbe so se pogosto osredotočale na tedanje družbene tegobe. Andrejev je bil svoj čas izredno priljubljen, vendar se je priljubljenost njegovih pesimističnih in morbidnih zgodb zmanjšala. Veresajev, po poklicu zdravnik, je v glavnem pisal v duhu realizma (pripoved Brez cest (Без дороги, 1894)). Bunin je pisal lirično pesništvo in kratke zgodbe, velikokrat otožne, v katerih je narava delovala kot vir utehe in stalnosti. Leta 1933 je kot prvi ruski pisatelj prejel Nobelovo nagrado za književnost.
Najbolj znan pisatelj, ki je izšel iz skupine, Gorki, je dosegel velik sloves kot avtor barvitih zgodb o pregnanih iz družbe. Bil je tudi uspešen dramatik. Njegova igra Na dnu (На дне, 1902) obuja naklonjenost za človeštvo zapuščenih v gostišču kjer se dogaja. Postal je dejaven, vendar kritičen, pristaš revolucionarjev, ki so si prizadevali za socialistično državo. Agitiral je proti carizmu in branil koristi siromašnih. Njegov roman Mati (Мать, 1906) je propagandno in književno delo. V njem je poskušal ustvariti idealnega revolucionarnega junaka. Kasneje je postalo prototip socialnorealističnega romana, umetniške zvrsti, ki poveličuje delovni razred in podpira komunistični režim, ki je leta 1917 prišel na oblast. Njegovo najbolj brano delo je lastni življenjepis v obliki povesti v treh delih: Detinstvo (Детство, 1913-14), Med ljudmi (В людях, 1915-16) in Moje univerze (Мои университеты, 1923). Predstavljajo zapis njegove težke poti od, po njegovih besedah, »globin« družbe do zrelosti in odgovornosti.

### Smeri futurizma
V okviru futurizma se je v 1910-ih razvil kubofuturizem. Izraz kubofuturizem je leta 1931 uvedel Čukovski. Pomemben predstavnik srebrne dobe in avangarde je bil Hlebnikov. Leta 1917 je skupaj s Kručonihom izdal pesnitev Igra v podzemlju (Игра в аду). Pomembni kubofuturisti so bili še: David in Nikolaj Burljuk, Gurojeva, Kamenski, Livšic in Majakovski.
Severjanin je bil na drugi strani predstavnik egofuturizma, ki je nastal na njegovo pobudo v Sankt Peterburgu leta 1909. V Severjaninovi skupini so delovali pesniki: Fofanov, Georgij Ivanov, Graal-Arelski, Kokorin, Pavel Širokov, Lukaš in drugi. Pomembna egofuturista sta bila še Ivnjev in Šeršenevič, slogovno pa je bil blizu egofuturizmu tudi Gnedov.

## Sovjetsko obdobje
V Rusiji je leta 1917 vrsta dogodkov, znanih kot ruska revolucija, spremenila državo. Vladajočega monarha, carja Nikolaja II. so strmoglavili in ga skupaj z družino usmrtili, na oblast pa so prišli komunisti. Po državljanski vojni leta 1922 se je Rusija združila z več sosednjimi republikami in formalno ustanovila Zvezo sovjetskih socialističnih republik, ki je obstajala do leta 1991. Prvi vodja Sovjetske zveze je postal Lenin.

### Revolucija leta 1917 in čas po njej
Hiter Leninov prevzem oblasti, njegova boljševistična partija in državljanska vojna so vrgle rusko kulturno življenje v kaos. Nekateri pomembni književniki, kot so: Adamovič, Andrejev, Bunin, Cvetajeva, Hodasevič, Georgij Ivanov, Kuprin, Merežkovski, Šmeljov, so zapustili SZ, ko je postalo jasno da bo nov režim začel nadzirati književnost. Pojavila pa se je nova generacija nadarjenih književnikov, ki je bila do neke mere naklonjena idealom revolucije. Najbolj goreči pristaši novega režima so se združevali v organizacijah, kot so na primer: Proletarska kulturna in izobraževalna ustanova (Proletkult), Ruska zveza preletarskih pisateljev (RAPP) in Leva fronta umetnosti (LEF). Njihov cilj je bila tvorba nove in posebne proletarske kulture v skladu z novo državo. Te skupine so tudi poskušale vsiljevati svoje ideje preletarske kulture neodvisnim piscem. Vlada sama do književnosti ni bila pripravljena privzeti kakšne razumljive politike, tako da je v 1920-ih dopuščala relativno širok spekter književne dejavnosti. V začetku 1930-ih pa je sovjetska vlada od piscev začela zahtevati da ustvarjajo dela, ki naj javno predstavljajo komunistični način življenja.

### Poputčiki
Več večinoma mladih piscev je v 1920-ih sprejelo ideale revolucije iz 1917 brez da bi postali posebej komunistični pisci. Postali so znani kot poputčiki (попутчики, sopotniki). Predstavljali so širok razpon književnih stremljenj in  ustvarili nekaj najbolj inovativnih in izvirnih proznih del tega obdobja. Na izrazito drugačne načine se večina njihovih del ukvarja s problemi prilagajanja k temeljitim razlikam v življenju po revoluciji iz 1917. Zamjatin je napisal odlično razdelane kratke zgodbe in antiutopični roman Mi (Мы, 1924), ki je napovedoval obsodbe utopičnih idej romanov angleških pisateljev, Huxleyja in Orwella. Babelj je pisal zgoščene zgodbe, ki izražajo nasilje revolucije prek osupljivih, pogosto groznih podob in posmeha. Oleša je najbolj znan po svojem svežem in izvirnem romanu Zavist (Зависть, 1927) o življenju v porevolucijski Rusiji. Tudi romani Leonova se prav tako ukvarjajo s prelomnicami v prebujanju revolucije in državljanske vojne.

### Pesništvo
Pesniki, ki so utrdili svoj ugled pred letom 1917, kot Ahmatova in Mendelštam, so nadaljevali s pisanjem. V 1930-ih so vse težje ustvarjali, saj je režim pritiskal nanje da so pisali v skladu z njegovo ideologijo. Delo Ahmatove je zamiralo, Mandelštama pa so leta 1938 zaprli in je kmalu zatem umrl v zaporniškem taborišču. Majakovski, pesnik z veliko energije in izvirnosti, se je vrgel v služenje ciljem revolucije. Že pred revolucijo je postal zelo znan kot eden od najbolj nadarjenih in najsijajnejših članov futurizma, avantgardnega gibanja umetnikov in književnikov, ki so hrupno zagovarjali popolno prekinitev s tradicijo in preteklostjo. Njegovo pesništvo vsebuje tako zasebne kot javne motive. Ganljive pesmi o nevračani ljubezni razkrivajo občutljivo in osamljeno osebo, ter se izmenjujejo z odkritimi propagandnimi izjavami podpore novemu režimu od glasnega in samozavestnega pesniškega človeka. Njegovo pesništvo je vedno duhovito ter besedno in ritmično domiselno. Napisal je tudi dve rezko satirični igri, Stenica (Клоп, 1928) in Kopel (Баня, 1930), ki porogljivo opisujeta sovjetsko birokracijo.
Tudi Pasternak, eden od velikanov sovjetske književnosti, je dosegel sloves pred revolucijo, vsaj med majhnim, vendar uvidevnim občinstvom. Njegov sloves glavnega sodobnega pesnika je prišel z objavo njegove zbirke Življenje, sestra moja (Сестра моя — жизнь, 1922), cikla pesmi, ki slavijo ljubezen in naravo. Pasternak je pogosto rabil vznemirljive prispodobe in pogovorni jezik, njegove pesniške oblike pa so nadzorovane in urejene. Poleg zbirke Teme in variacije (Темы и вариации, 1923) je v 1920-ih v glavnem pisal epsko in pripovedno pesništvo. Ko je v 1930-ih Zveza pisateljev SZ prevzela nadzor nad književnostjo, so Pasternaku priznali veliko nadarjenost, vendar se je še naprej upiral sovjetskemu režimu in po letu 1935 za nekaj let dejansko prenehal objavljati izvirna dela. Dve novi zbirki pesmi je objavil med 2. svetovno vojno (1939-45), ko so malo popustili ideološki nadzori nad književnostjo. V povojnem obdobju, ko se je vlada še enkrat spravila nad književnost, je spet nehal objavljati in delal zasebno na svojem romanu Doktor Živago (Доктор Живаго, 1957). Leta 1958 je kot drugi Rus prejel Nobelovo nagrado za književnost, ki pa jo je zaradi močne gonje sovjetskega režima proti njemu bil prisiljen odkloniti.

### Izseljenska književnost
Po revoluciji je mnogo pisateljev, kritikov, filozofov in izobražencev zapustilo Rusijo, da bi si na novo ustvarili svoje poti v Evropi ali ZDA. Pariz je postal središče življenja izseljenih intelektualcev. Nekaj izseljenskih skupin je bilo tudi v Berlinu in nekaterih drugih evropskih prestolnicah. Bunin, Kuprin, Merežkovski, Zamjatin, pesnika Vjačeslav Ivanov in Cvetajeva, ter mnogi drugi, so nadaljevali s pisanjem v tradiciji, ki so jo začeli v domovini. Najbolj izviren med njimi je bil pesnik, esejist in romanopisec Nabokov, sijajen stilist, zelo dojemljiv in premišljajoč umetnik. Najpomembnejša od devetih ruskih romanov, ki jih je objavil med prebivanjem v Berlinu, sta Dar (Дар, 1937-38) in Povabilo na usmrtitev (Приглашение на казнь, 1938). Dar smeši izseljensko življenje, vendar, kar je pomembneje, raziskuje naravo umetnosti in proces ustvarjanja. Povabilo na usmrtitev je obsežen, nadrealistično-antiutopični roman, ki se ukvarja s posmehljivima nasprotjima med omejeno zavestjo junaka in vsevednostjo avtorja. Nabokov je leta 1940 odšel v ZDA in začel pisati v angleščini. S svojim delovanjem v ZDA je postal eden ključnih ameriških književnikov. Leta 1955 je v Parizu objavil svoje najbolj znano delo, roman Lolita. Prevod v ruščino je izšel tri leta kasneje v New Yorku.
Med izseljenskimi književniki drugega vala v tem obdobju je treba omeniti še Aldanova, Berberovo, Gazdanova, Jelagina, Moršena, Narokova, Odojevcevo in Poplavskega.

### Socialni realizem
V 1920-ih so bili uradno strpni do relativno širokega obsega književnih srenj. Ta strpnost se je končala z utrditvijo Stalinove oblasti in njegove odločitve da ustanovi načrtno gospodarstvo in kolektivistično, vzgojeno družbo. Leta 1932 je vlada odpravila vse neodvisne književne skupine in jih nadomestila z eno, centralizirano Zvezo pisateljev SZ. Izginile so tudi neodvisne revije in založniške hiše. Na 1. kongresu pisateljev SZ leta 1934 so kot umetniško metodo odobrili le socialni realizem. Socialni realizem je v praksi pomenil prikaz sovjetske stvarnosti iz zornega kota Komunistične partije. Naslednjih 50 let je bil glavna uradna umetniška izrazna sila.
Gorkega so, še posebej prek njegovega romana Mati, slavili kot ustanovitelja socialnega realizma, uradno pa so navajali tudi dela drugih avtorjev iz 1920-ih, privrženih partiji, kot zgled pravilnega socialnorealističnega pristopa. To so na primer dela Čapajev (Чапаев, 1923) Furmanova, Cement (Цемент, 1925) Gladkova in Krdelo (Разгром, 1927) Fadejeva. Med najbolj znanimi deli socialnega realizma je bil roman Tihi Don (Тихий Дон, 1928-32, objavljen 1940) Šolohova. Roman v štirih delih govori o življenju donskih kozakov med 1. svetovno vojno in državljansko vojno. V romanu Šolohov presenetljivo nepristransko opisuje državljansko vojno, v kateri so se kozaki borili proti Rdeči armadi. Njegov kasnejši roman o kmetijski kolektivizaciji, Obrnjena ledina (Поднятая целина, 1932-59) se veliko bolj prilagaja sovjetski politični doktrini, vendar je književno manj uspešen. Šolohov je kot tretji Rus leta 1965 prejel Nobelovo nagrado za književnost.
Strogo vsiljevanje režima svojih književnih smernic je prisilil nekatere uveljavljene književnike, med njimi: Ahmatovo, Mandelštama, Pasternaka, Olešo in Babelja, da so se začeli ukvarjati z varnejšimi stvarmi, kot je na primer prevajanje otroške književnosti, ali pa so se umaknili iz književnosti. Med 2. svetovno vojno so se stvari glede vladnega nadzora književnosti izboljšale. Čeprav je nastalo relativno malo del, se je pojavilo več pomembnih romanov in iger z rodoljubnimi temami, od katerih velja omeniti povest Dnevi in noči (Дни и ночи, 1943-44) Simonova in Mlada garda (Молодая гвардия, 1945) Fadejeva. Po vojni so usmerjenost v socialni realizem še strožje vsiljevali, tako da je bilo povojno obdobje od leta 1946 do Stalinove smrti leta 1953 najbolj pusto obdobje ruske književnosti 20. stoletja.

### Odjuga
V desetletju po Stalinovi smrti je prišlo do več odjug, v katerih so se zadrževanja nad književnostjo ublažila, in zamrznitev, ko so jih obnovili in poostrili. Hruščov je v svojih prizadevanjih za izločitev Stalinove zapuščine leta 1956 pomagal prebiti led in leta 1961 razširil meje tistega kar se je v javnosti lahko povedalo. Tako je vzpodbujal pisce pri iskanju svobodnega izražanja.
Romana Odjuga (Оттепель, 1954) Erenburga in Človek ne živi samo od kruha (Не хлебом единым, 1956) Dudinceva, sicer brez velike književne vrednosti, sta oznanjala vprašanja o sovjetski družbi, ki si je pred nekaj leti ne bi bilo moč zamisliti. Dela, ki so bila prepovedana, ker so bili njihovi avtorji žrtve Stalinove dobe ali pa so emigrirali, so ponovno ovrednotili kot književnost in jih na novo objavili. V 1960-ih se je nova generacija književnikov odvrnila od junaških tem socialnega realizma in se usmerila v osebno-lirično pesništvo in kratko zgodbo. Ta nova dela so naznačeno (in včasih nedvoumno) podvomila o osnovnih načelih komunistične ideologije in slavila zasebno življenje ter majhne kreposti. Nekatera od njih so se pojavila v uradnih književnih revijah, nekatera pa v SZ niso smeli objaviti, tako da so krožila v rokopisnih kopijah, znanih kot samizdati, ali pa so jih objavili v tujini.
Milejše ozračje tega obdobja je ohrabrilo Pasternaka da bi objavil roman Doktor Živago, ki ga je ustvarjal več let. Najprej so ga v reviji sprejeli, nato zavrnili, končno pa je izšel v tujini leta 1957. Pasternakov junak, zdravnik in pesnik, dramatizira usodo mnogih intelektualcev, ki so jih ujeli trenutni dogodki vojne in revolucije. Živagove izkušnje od leta 1905 do 1929 ponujajo zanosni vpogled v rusko zgodovino, vendar roman sam kaže manj skrbi za zgodovino in politko, kot pa za umetnost. Živagova vdanost ni namenjena političnim sistemom, ampak pesništvu, in zapuščina njegovega kratkega, vendar polnega življenja, je cikel pesmi, ki tvori zaključni del romana. Roman je na zahodu doživel odobravanje, Pasternaku pa so podelili Nobelovo nagrado.
Boj Hruščova za destalinizacijo je tudi omogočil objavo drugega kratkega romana, En dan v življenju Ivana Denisoviča (Один день Ивана Денисовича, 1962) Solženicina. Ko se je pojavil v vodilni sovjetski književni reviji, so nanj postali pozorni, saj je razkril resnično življenje v zaporniških taboriščih, v katera so poslali ljudi s protisovjetskimi nazori, vključno s Solženicinom. Roman je sicer veliko več kot le razkritje stalinističnega zla. Njegovo stališče in barviti jezik mu daje trajno in občo vrednost, ter živo sporoča o umski sposobnosti skromnega in človeškega junaka, ki preživi v nečloveškem sistemu. Solženicinova poznejša romana Rakov oddelek (Раковый корпус, 1968) in Prvi krog (В круге первом, 1968) niso smeli objaviti v SZ, ker so na pisatelja stopnjevali utesnjevanje. Izdaja romanov v tujini je nazadnje vodila do uradne gonje proti Solženicinu, kar je privedlo do njegovega izgona iz države. Kot četrti ruski književnik je leta 1970 prejel Nobelovo nagrado za književnost. Prevzel jo je leta 1974, v domovino pa se je lahko vrnil leta 1994.
Platonov in Bulgakov sta druga dva pisatelja, katerih dela iz 1920-ih in 1930-ih so med Stalinovim obdobjem v veliki meri izginila, ter se ponovno pojavila v 1960-ih. Zgodbe in romani Platonova izražajo vplive kolektivizacije in industrializacije na kmete. Njegov skrajno izvirni jezik zbadljivo spodkopava »uradno« pripovedništvo tega obdobja. Bulgakov je objavil igre in ostre satirične zgodbe v 1920-ih, njegova mojstrovina pa je bil roman Mojster in Margareta (Мастер и Маргарита, 1967). Dokončal ga je malo pred smrtjo leta 1940, ostal pa je neznan vse do objave v letih 1966 in 1967. Roman je domiselno satirično domišljijsko delo, ki predstavlja obisk hudiča v Moskvi v 1930-ih, in medsebojno povezuje dogajanje v Jeruzalemu, o Jezusu Kristusu in Ponciju Pilatu.
Ena najbolj zanimivih književnih smeri 1960-ih in 1970-ih je bilo vaško pripovedništvo (деревенская проза). Avtorji, kot so: Abramov, Afonin, Aleksejev, Astafjev, Belov, Lipatov, Možajev, Petrov, Rasputin, Solouhin, Šukšin in drugi, so se obrnili od standardnih tem in metod socialnega realizma ter privlačno pisali o življenju v podeželskih, velikokrat odmaknjenih predelih. Liki in osebe v njihovih zgodbah so značilno posebneži, odtujeni od sodobnega mestnega življenja, ali pa se zanje preprosto nihče ni zmenil v naglici sovjetskega režima, kjer se je razvijala sodobna industrializirana in načrtovana družba. V nakaterih primerih so pisatelji priklicali v spomin sočutje do tistih, ki niso bili deležni ugodnosti sodobnega življenja, njihova drža pa je pogosteje vzbujala občudovanje ali nostalgijo. Pisatelji vaškega pripovedništva so namigovali da na kmete, o katerih so pisali, sodobna civilizacija v veliki meri ni vplivala in so zaradi tega obdržali tradicionalni način življenja, ki je v mestih izginil. In kar je pomembneje, ti kmetje so ohranili tradicionalne vrline, ki so za pisatelje pomembnejše od masovnega materializma sodobnega mestnega življenja.
V času SZ je nastalo veliko znanstvenofantastičnih del, ki jih je navdihnilo osvajanje vesolja države. Na zgodnje znanstvenofantastične pisce, kot so: Beljajev, Kazancev in Aleksej Nikolajevič Tolstoj, so vplivali angleški pisci, na primer Wells. Po odjugi je sovjetska znanstvena fantastika dobivala svojo obliko. Dela bratov Strugackih, Buličova in Jefremova so reminiscenca družbenih problemov, utopičnih in antiutopičnih idej, ki velikokrat vsebujejo satiro na sočasno sovjetsko družbo.

### Konec Sovjetske zveze
Gonje proti Pasternaku in Solženicinu so potrdile dejstvo da sovjetska država ne bo opustila svojih prizadevanj vsiljevanja svoje volje pisateljem. Nazorno se je to pokazalo leta 1968, ko so za klevetanje Sovjetske zveze v svojih delih na procesu obsodili nadarjenega kritika in izobraženca Sinjavskega in njegovega prijatelja Danielja, pisatelja in prevajalca. Oba sta morala na prisilno delo v zaporniško delovno taborišče. Pisatelje, ki se niso uklonili, so izgnali iz države ali pa so jim dovolili emigrirati. Med izseljenci je bil najbolj znan Brodski, ki je zapustil SZ leta 1972 in se nastanil v ZDA. Njegovo nepolitično, vendar pesimistično in ironično pesništvo je črpalo tako iz ruske tradicije Ahmatove in Mandelštama kot dediščine angleškega pesništva. Brodski je leta 1987 prejel Nobelovo nagrado za književnost.
V 1970-ih in 1980-ih so sovjetski kritiki in pisatelji vse bolj spregledovali smernice socialnega realizma, razen nekaterih, ki so ostali zvesti smeri Komunistične partije. Uveljavljeni pisatelji, kot sta Trifonov in Tendrjakov, so pisali romane in kratke zgodbe, ki so pošteno in odprto raziskovale moralne probleme tedanjega mestnega življenja. Novela Hiša na nabrežju (Дом на набережной, 1970-76) Trifonova spada med najbolj stilistična, bogato zgrajena in estetska dela sovjetskega obdobja. Roman Atentat na iluzije (Покушение на миражи, 1979-82) Tendrjakova je izšel leta 1987, ko je perestrojka omilila cenzuro. Pesništvo Voznesenskega in Jevtušenka ima veliko vrednost in ohranja splošno kritično držo proti režimu. Jevtušenko je bil pred delovanjem Solženicina, Saharova in disidentskega gibanja v Rusiji skozi svoje pesništvo prvi glas proti stalinizmu.

## Posovjetsko obdobje
Konec 20. stoletja se je izkazal za težko obdobje ruske knjiženosti z relativno malo različnimi glasovi. Med najvplivnejše avtorje tega obdobja sodijo: Pelevin, ki je zaslovel najprej s kratkimi zgodbami, nato pa z romani, romanopisec in dramatik Sorokin in Prigov.
Dokaj novo nagibanje je priljubljenost avtoric kratkih zgodb Tolste in Petruševske, ter romanopisk Ulicke in Rubine.
Zelo uspešna žanra so detektivske zgodbe in grozljivke. V 1990-ih so vrsto detektivskih romanov v milijonih izvodih izdale Marinina, Daškova in Doncova. Akunin je izdal priljubljen cikel romanov o detektivu Erastu Fandorinu iz 19. stoletja.
Med prodajno uspešnimi deli so fantazijska in znanstvenofanstatična dela, kjer izstopajo Lukjanenko, Perumov in Semjonova. Dobra znanstvenofanstatična dela v ruskem jeziku nastajajo tudi v ukrajinskem Kijevu, kjer ustvarjajo Henry Lion Oldie (Gromov in Ladiženski), Zorič (Jana Bocman in Dimitrij Gordevski), zakonca Djačenko (Marina in Sergej), Nikitin in Valentinov.
Tradicijo klasičnega ruskega romana nadaljuje Šiškin.
Vodilna pesnika mlade generacije sta verjetno Vodennikov in Rodjonov, znana ne samo po svojih verzih, ampak tudi po umetniški recitaciji.

## Ruski pisatelji, dobitniki Nobelove nagrade za književnost
- 1933 - Ivan Aleksejevič Bunin
- 1958 - Boris Leonidovič Pasternak
- 1965 - Mihail Aleksandrovič Šolohov
- 1970 - Aleksander Isajevič Solženicin
- 1987 - Josip Aleksandrovič Brodski (rusko-ameriški pesnik, esejist in dramaturg, pisal v ruščini in angleščini)